# IC 1049
IC 1049 ist eine Balken-Spiralgalaxie vom Hubble-Typ SBa im Sternbild Drache am Nordsternhimmel. Wahrscheinlich besitzt sie einen aktiven Galaxienkern und ist schätzungsweise 307 Millionen Lichtjahre von der Milchstraße entfernt.
Entdeckt wurde das Objekt am 2. Juli 1889 von Lewis Swift.